# Утурунку
Утурунку (исп. Uturuncu, кечуа Uturunku) — стратовулкан на плато Альтиплано и самая высокая вершина юго-западной Боливии. На его склонах остаются хорошо сохранённые потоки лавы времён плейстоцена, а сейчас вулкан имеет лишь фумарольную активность. В районе вулкана Утурунку почва поднимается со скоростью около 1 см в год.